# Bodembedekker

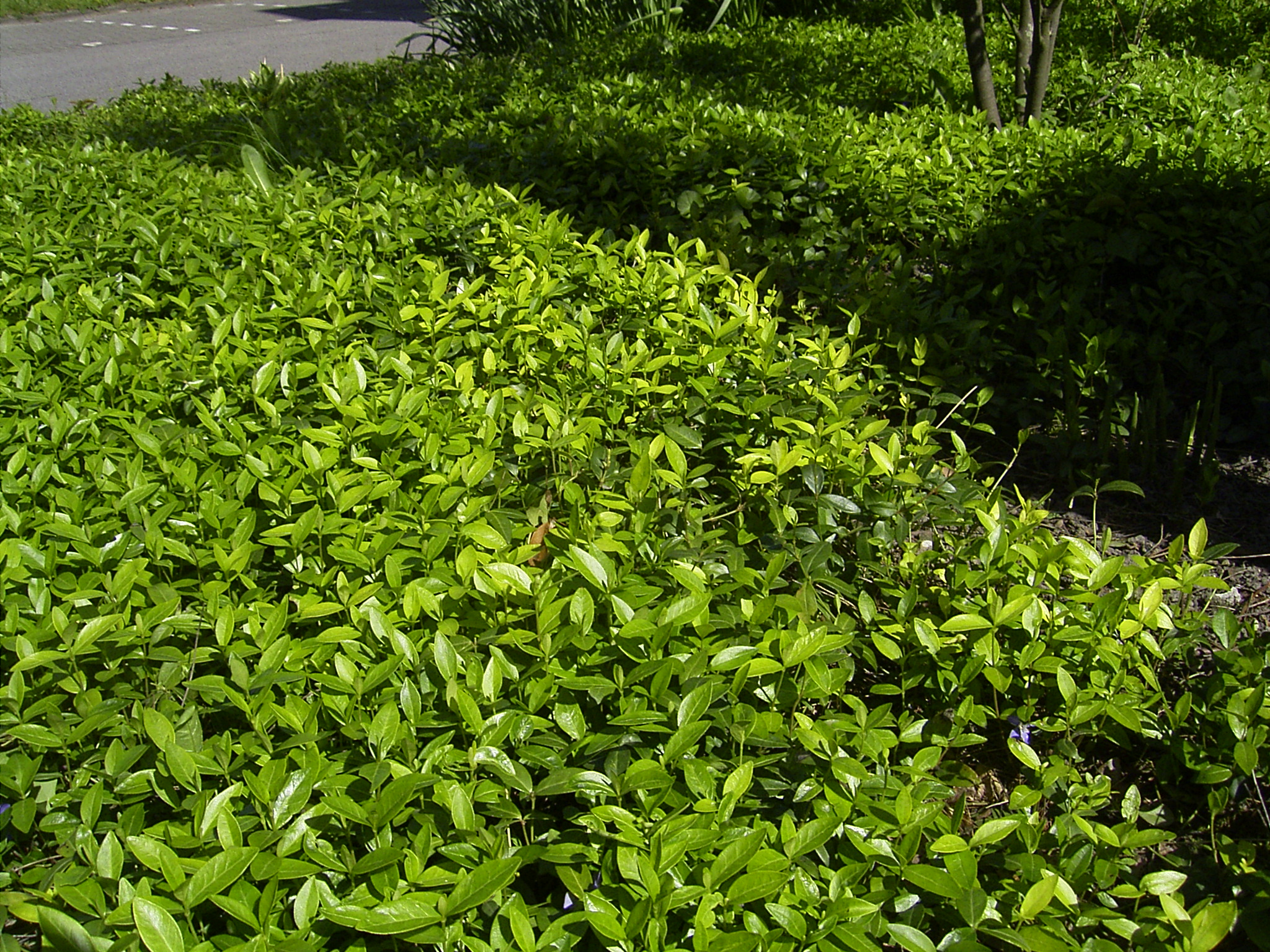
Kleine maagdenpalm als bodembedekker

Een bodembedekker is een plant die snel een netwerk van wortels en bladeren vormt en daarom in tuinen gebruikt wordt om een groot oppervlak van de bodem af te dekken, vaak tussen grote planten, zoals bomen en struiken. Het zijn doorgaans lage, kruipende planten. Een veel gebruikte bodembedekker is de kleine maagdenpalm (Vinca minor).
Andere voorbeelden van bodembedekkers zijn lievevrouwebedstro, kruipend zenegroen en dikkemanskruid.
Omdat bodembedekkers de grond geheel bedekken krijgen andere planten weinig kans om te groeien en worden bodem en humuslaag beschermd.
Een bodembedekker die vanwege de lastige controleerbaarheid meestal ongewenst is, is zevenblad.